# Friedrich Trost der Jüngere
Friedrich Georg Trost (auch der Jüngere [d. J.]; * 12. Oktober 1878 in Nürnberg; † 15. April 1959 ebenda) war ein deutscher Landschafts- und Architekturmaler sowie Zeichenlehrer.

## Leben
Trost stammte aus einer Familie mit weit zurückreichender Künstlertradition. Sein Vater war der gleichnamige Maler und Illustrator Friedrich (Georg) Trost der Ältere. Sein Großvater war der Maler Wilhelm Trost, sein Urgroßvater der Glas-, Öl- und Dosenmaler Johann Michael Trost, sein Ururgroßvater der Porzellan- und Glasmaler Johann Balthasar Trost und sein Urururgroßvater der Porzellanmaler Johann Martin Trost.
Er lernte zunächst bei seinem Vater und studierte dann an der Kunstgewerbeschule Nürnberg bei Karl Hammer und Friedrich Wanderer. Später besuchte er in Fürstenfeldbruck die Meisterschule von Melchior Kern und die Malschule von Paul W. Keller in Reutlingen.
1904 gründete er in seiner Heimatstadt seine eigene Mal- und Zeichenschule und arbeitete als freischaffender Künstler. Seine Bilder waren mehrfach ausgestellt.
1926 wurde er mit der Nummer 1261 in den Pegnesischen Blumenorden aufgenommen, wo er am 25. Mai 1928 zum 2. Ordensrat und am 30. März 1933 zum Ordensrat und Irrhainpfleger ernannt wurde. Im Dezember 1944 erhielt er gemeinsam mit seiner Frau Pauline die Ehrenmitgliedschaft. Trost war Mitglied der Nürnberger Künstlergenossenschaft und der Künstlergruppe „Freie Gruppe“.